# Типтън (окръг, Индиана)
Окръг Типтън (на английски: Tipton County) е окръг в щата Индиана, Съединени американски щати. Площта му е 673 km², а населението - 15 359 души (1 април 2020). Административен център е град Типтън.